# Ignacio Rodríguez Bahena
Ignacio Rodríguez Bahena (Zacatepec, México, 12 de julio de 1956-20 de mayo de 2025) fue un futbolista y entrenador mexicano.

## Carrera

### Jugador
Debutó con el Club Zacatepec en 1977, jugó en varios equipos, fue mundialista en México 86 como tercer portero del seleccionado mexicano, mientras pertenecía al Atlante FC.

### Entrenador
Como entrenador, inicio de Asistente, hasta que fue DT Profesional en el torneo Apertura 2010 de la Liga de Ascenso con el Club Deportivo Irapuato, con el cual lograría el título del Clausura 2011. Perdería la final por el Ascenso a Primera División en contra del Club Tijuana. Para el siguiente torneo dirigiría a Correcaminos UAT con el cual consigue el título del Apertura 2011. En 2012 perderia nuevamente una final por el Ascenso a Primera División, esta vez en contra del Club León.[cita requerida]

## Trayectoria como futbolista

### Clubes como futbolista
| Club             | Año       |
| ---------------- | --------- |
| Zacatepec        | 1977-1981 |
| Atlético Morelia | 1981-1982 |
| Atlante FC       | 1982-1989 |
| Tigres UANL      | 1989-1994 |

### Torneos selección nacional
| Torneo                 | Equipo              | Sede   |
| ---------------------- | ------------------- | ------ |
| Copa Mundial FIFA 1986 | Selección de México | México |

## Trayectoria como entrenador

### Clubes como entrenador
| Club                | Categoría  | Año       |
| ------------------- | ---------- | --------- |
| Irapuato            | Ascenso MX | 2009-2011 |
| Correcaminos UAT    | Ascenso MX | 2011-2012 |
| Veracruz            | Ascenso MX | 2012      |
| Lobos BUAP          | Ascenso MX | 2013      |
| Zacatepec Siglo XXI | Ascenso MX | 2014      |

## Palmarés

### Como DT
| Título          | Club                    | Año           |
| --------------- | ----------------------- | ------------- |
| Liga de Ascenso | Club Deportivo Irapuato | Clausura 2011 |
| Liga de Ascenso | Correcaminos UAT        | Apertura 2011 |